# Єкуно Амлак
Єкуно Амлак (амх. ይኵኖ አምላክ) — імператор Ефіопії, родоначальник Соломонової династії.

## Життєпис
Більшість того, що відомо про Єкуно Амлака, базується на усній традиції та середньовічних агіографіях. Навчався у монастирі Істіфаноса на озері Гайк, вчителі якого допомогли йому надалі скинути останнього імператора з династії Загве.
Легенда стверджує, що Єкуно Амлак був ув'язнений царем на горі Малот, утім йому вдалось утекти. Після цього він зібрав прибічників в амхарських провінціях та у Шоа та з армією скинув з престолу Єтбарака.
Єкуно Амлак виступив проти королівства Дамот, що розташовувалось на південь від річки Еббей.
Листувався з візантійським імператором Михайлом VIII Палеологом та надсилав йому у подарунок кількох жирафів. Мав добрі стосунки з мусульманськими сусідами, утім його спроби надати особливого статусу ефіопському патріарху дещо напружили такі відносини. Єкуно Амлак написав листа мамлюкському султану Бейбарсу, який був сюзереном Олександрійського патріарха. У тому листі негус прохав султана про допомогу щодо призначення нового ефіопського патріарха 1273 року. Коли негус не отримав відповіді, він звинуватив султана Ємена у перешкоджанні ефіопському послу в Каїрі.
Єкуно Амлаку приписують будівництво церкви Геннет Мар'ям біля Лалібели, в якій є найбільш ранні фрески в Ефіопії.
Нащадок імператора Єкуно Амлака Баеда Мар'ям I переховав тіло в церкві Атронса Мар'ям.